# Урусы
Урусы — деревня в Глушковском районе Курской области. Входит в состав Марковского сельсовета.

## География
Деревня находится в бассейне Сейма, в 5 км от российско-украинской границы, в 133 км к юго-западу от Курска, в 22,5 км к северо-западу от районного центра — посёлка городского типа Глушково, в 2,5 км от центра сельсовета — села Дроновка.
Климат
Урусы, как и весь район, расположены в поясе умеренно континентального климата с тёплым летом и относительно тёплой зимой (Dfb в классификации Кёппена).
Часовой пояс
Деревня Урусы, как и вся Курская область, находится в часовой зоне МСК (московское время). Смещение применяемого времени относительно UTC составляет +3:00.

## Население
| 2002 | 2010 |
| ---- | ---- |
| 186  | ↘114 |

## Инфраструктура
Личное подсобное хозяйство. В деревне 64 дома.

## Транспорт
Урусы находится в 9 км от автодороги регионального значения 38К-040 (Хомутовка — Рыльск — Глушково — Тёткино — граница с Украиной), на автодорогах межмуниципального значения 38Н-123 (Карыж — ст. Неониловка возле одноимённого села — граница с Украиной) и 38Н-126 (38Н-123 — Урусы), в 5,5 км от ближайшего ж/д остановочного пункта Неониловка (линия Хутор-Михайловский — Ворожба).
В 179 км от аэропорта имени В. Г. Шухова (недалеко от Белгорода).